# Maciste
Maciste è un personaggio cinematografico ideato da Gabriele D'Annunzio come protagonista del film storico Cabiria, diretto nel 1914 da Giovanni Pastrone.
È la figura mitologica di un uomo di straordinaria forza e bontà che divenne un'icona italiana, entrando nel linguaggio comune come sinonimo di uomo dal fisico possente dotato di forza eccezionale. Negli anni 1960 fu protagonista di molti film del genere cosiddetto peplum, nonché di numerose parodie.
Il nome Maciste, come si evince dalla sceneggiatura originale di Cabiria, è la forma italianizzata di un antichissimo soprannome del semidio Ercole, in greco mákistos, forma dorica di mékistos, superlativo di makròs (grande).

## Storia del personaggio

Bartolomeo Pagano, primo interprete ufficiale di "Maciste"

Il personaggio di Maciste fu inventato da D'Annunzio nel primo decennio del 1900, sulla base degli eroi forzuti e valorosi della mitologia greca. La figura di Maciste rappresenta quella di un giovane dalla forza sovrumana, paragonabile a Sansone, in grado di distruggere qualsiasi cosa e di ridurre tutto in briciole, ma dal cuore tenero. Infatti il suo compito, come molti eroi del passato, è quello di proteggere l'umanità e in particolar modo le belle fanciulle in pericolo.
A capire che il personaggio poteva vivere di luce propria fu Giovanni Pastrone, che già nel 1915 scrisse una sceneggiatura interamente dedicata all'eroe forzuto per il film Maciste. A partire da Cabiria del 1914 fino a Maciste all'Inferno del 1926, fu interpretato, in una quindicina di film, dal possente e corpulento Bartolomeo Pagano.
Nei primi film la storia ruota sempre attorno al rapimento di una rampolla di nobile famiglia da parte di una banda di malviventi e il compito di Maciste, giramondo famoso per la sua possente forza, è quello di sgominare i ladri e i truffatori e infine di salvare la ragazza. L'elemento chiave di ciascun film è l'avventura, gli equivoci e i momenti di massima tensione.
I film e le avventure di Maciste, sebbene inizialmente ambientati all'epoca presente, ossia il XX secolo, contengono quello stesso spirito di avventura delle storie ambientate centinaia di anni fa all'epoca dei greci o dei romani. In quei film Maciste si ritrova spesso inizialmente messo in difficoltà dall'astuzia e dai raggiri degli imbroglioni, oppure rinchiuso in celle o in trappole mortali che portano al baratro, ma infine il gigante dal cuore buono, avvalendosi della sua forza e del suo coraggio, riesce sempre a vincere e a salvare la situazione.
Dagli anni 1960 in poi Maciste divenne una sorta di "alter ego" dell'eroe mitico Ercole (Eracle per i greci), come avvenne lo stesso per Ursus (che dal latino vuol dire "orso") e i produttori dell'epoca usarono questo personaggio per renderlo protagonista di moltissimi film peplum ambientati ai tempi dell'egemonia della Grecia o dell'Impero romano. Tuttavia gran parte delle storie, sebbene ricalcanti i temi dei grandi kolossal dell'epoca come Sansone e Dalila, Quo vadis? e Ben-Hur, spesso avevano delle trame semplici che facevano abbassare il livello qualitativo del film.

## Filmografia

### Muti

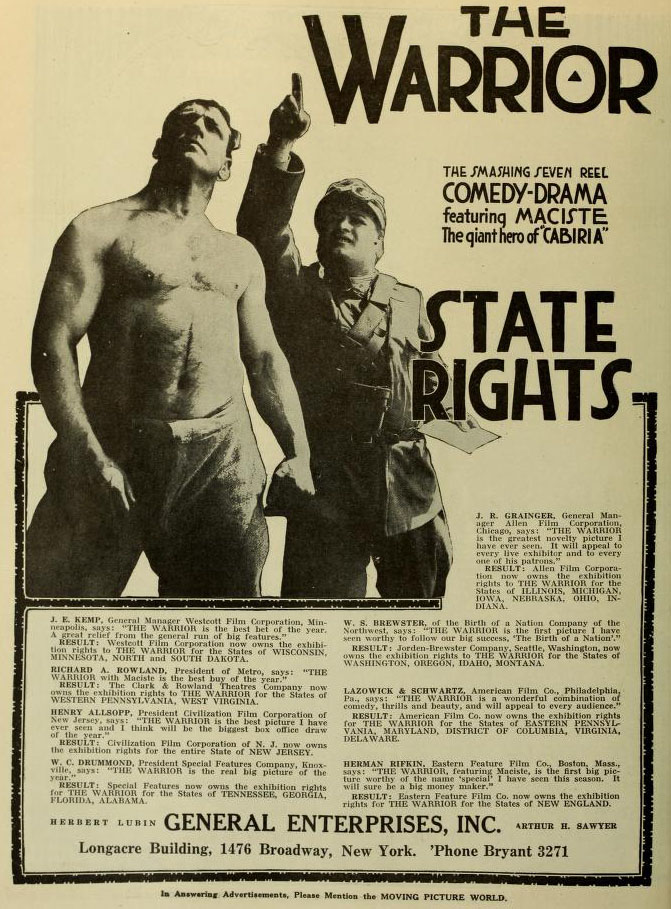
Locandina pubblicitaria statunitense di Maciste alpino (1916)

- Cabiria, regia di Giovanni Pastrone, con Bartolomeo Pagano (1914)
- Maciste, regia di Luigi Romano Borgnetto e Vincenzo Denizot, con Bartolomeo Pagano (1915)
- Maciste alpino, regia di Giovanni Pastrone, con Bartolomeo Pagano (1916)
- Maciste atleta, regia di Giovanni Pastrone, con Bartolomeo Pagano (1918)
- Maciste medium, regia di Vincenzo Denizot, con Bartolomeo Pagano (1918)
- Maciste poliziotto, regia di Roberto Roberti, con Bartolomeo Pagano (1918)
- Maciste innamorato, regia di Luigi Romano Borgnetto, con Bartolomeo Pagano (1919)
- La trilogia di Maciste, regia di Carlo Campogalliani, con Bartolomeo Pagano (1920)
- Maciste salvato dalle acque, regia di Luigi Romano Borgnetto, con Bartolomeo Pagano (1920)
- La rivincita di Maciste, regia di Luigi Romano Borgnetto, con Bartolomeo Pagano (1921)
- Maciste in vacanza, regia di Luigi Romano Borgnetto, con Bartolomeo Pagano (1921)
- Maciste und die chinesische Truhe, regia di Carl Boese, con Umberto Guarracino (1923)
- Maciste imperatore, regia di Guido Brignone, con Bartolomeo Pagano (1924)
- Maciste e il nipote d'America, regia di Eleuterio Rodolfi, con Bartolomeo Pagano (1924)
- Maciste all'inferno, regia di Guido Brignone, con Bartolomeo Pagano (1926)
- Maciste contro lo sceicco, regia di Mario Camerini, con Bartolomeo Pagano (1926)
- Maciste nella gabbia dei leoni, regia di Guido Brignone, con Umberto Guarracino (1926)
- Il gigante delle Dolomiti, regia di Guido Brignone, con Bartolomeo Pagano (1926)

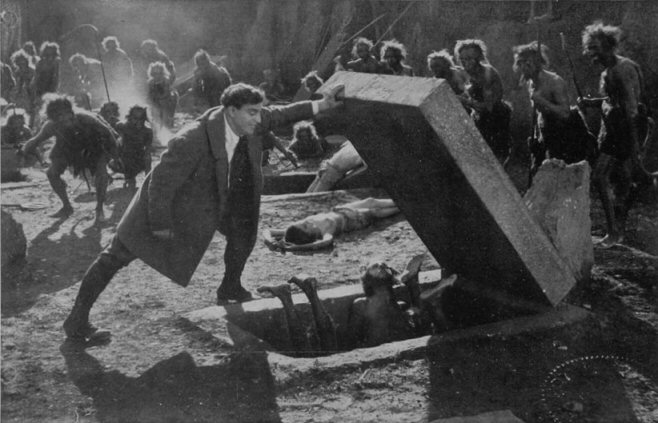
Bartolomeo Pagano nel film Maciste all'inferno (1926)

### Sonori

Mark Forest nel film Maciste nella Valle dei Re (1960)

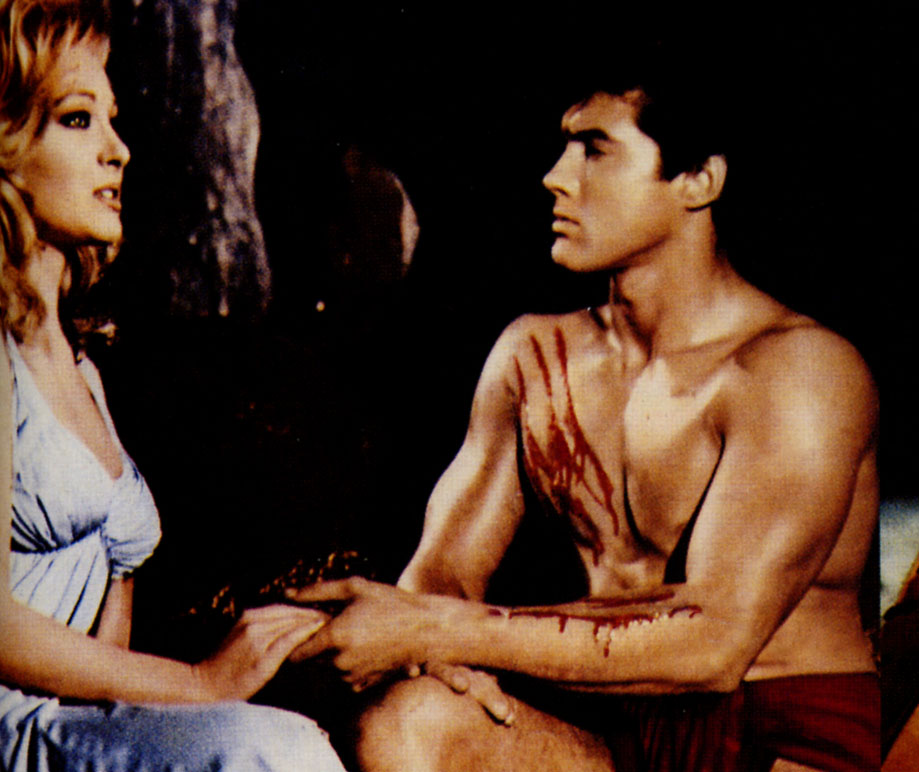
Kirk Morris nel film Maciste all'inferno (1962)

- Maciste nella Valle dei Re, regia di Carlo Campogalliani, con Mark Forest (1960)
- Maciste l'uomo più forte del mondo, regia di Antonio Leonviola, con Mark Forest (1961)
- Maciste nella terra dei ciclopi, regia di Antonio Leonviola, con Gordon Mitchell (1961)
- Maciste contro il vampiro, regia di Sergio Corbucci e Giacomo Gentilomo, con Gordon Scott (1961)
- Il trionfo di Maciste, regia di Tanio Boccia, con Kirk Morris (1961)
- Maciste contro Ercole nella valle dei guai, regia di Mario Mattoli, con Kirk Morris (1961)
- Maciste alla corte del Gran Khan regia di Riccardo Freda, con Gordon Scott (1961)
- Totò contro Maciste, regia di Fernando Cerchio, con Samson Burke (1962)
- Maciste all'inferno di Riccardo Freda, con Kirk Morris (1962)
- Maciste contro i mostri, regia di Guido Malatesta, con Reg Lewis (1962)
- Maciste contro lo sceicco, regia di Domenico Paolella, con Ed Fury (1962)
- Maciste il gladiatore più forte del mondo, regia di Michele Lupo, con Mark Forest (1962)
- Maciste contro i tagliatori di teste, regia di Guido Malatesta con Kirk Morris (1963)
- Maciste l'eroe più grande del mondo, regia di Michele Lupo con Mark Forest (1963)
- Zorro contro Maciste, regia di Umberto Lenzi con Alan Steel (pseudonimo di Sergio Ciani) (1963)
- Maciste contro i Mongoli di Domenico Paolella con Mark Forest (1963)
- Maciste alla corte dello Zar, regia di Tanio Boccia con Kirk Morris (1964)
- Maciste nell'inferno di Gengis Khan, regia di Domenico Paolella, con Mark Forest (1964)
- Maciste nelle miniere di re Salomone, regia di Piero Regnoli, con Reg Park (1964)
- Maciste e la regina di Samar, regia di Giacomo Gentilomo, con Alan Steel (pseudonimo di Sergio Ciani) (1964)
- Ercole, Sansone, Maciste e Ursus gli invincibili, regia di Giorgio Capitani (1964)
- Gli invincibili fratelli Maciste, regia di Roberto Mauri (1964)
- La valle dell'eco tonante, regia di Tanio Boccia (1964)
- Maciste gladiatore di Sparta, regia di Mario Caiano, con Mark Forest (1964)

## Influenza culturale
- Nel programma televisivo Stracult, andato in onda su Rai 2 nel 2005, era inserita una parodia a episodi dei film di Maciste e dei peplum in genere, interpretata da Lillo & Greg e diretta da Luca Rea.

- Nel film Il caimano di Nanni Moretti viene nominato un inesistente Maciste contro Freud.

- Il gruppo punk CCCP - Fedeli alla linea ha inserito nell'album Epica Etica Etnica Pathos il brano Maciste contro tutti, rinominato poi, nell'album dal vivo Live in Punkow, come Maciste all'inferno, richiamando l'omonimo film. Maciste contro tutti è anche, però, il nome di un album live che vede la partecipazione degli Üstmamò, Disciplinatha e Consorzio Suonatori Indipendenti (gruppo nato dalle ceneri dei CCCP) al festival delle colline tenutosi nel settembre del 1992.
- Nel 2023 è stato pubblicato un docufilm, diretto da Maurizio Sciarra, denominato Il ritorno di Maciste, che racconta la nascita e la storia del personaggio nel panorama cinematografico italiano.[8]